# 法拉圣马蒂诺
法拉圣马蒂诺是意大利阿布鲁佐大区基耶蒂省的一个市镇。总面积43平方公里，人口1542人，人口密度35.9人/平方公里（2009年）。ISTAT代码为069031。